# Quần vợt tại Đại hội Thể thao Bán đảo Đông Nam Á 1973
Quần vợt tại Đại hội Thể thao Bán đảo Đông Nam Á năm 1973 diễn ra từ ngày 3 đến 8 tháng 9 năm 1973 tại Sân vận động Quốc gia Singapore. Nội dung thi đấu bao gồm các nội dung: đơn nam, đơn nữ, đôi nam, đôi nữ, đôi nam–nữ hỗn hợp, đồng đội nam và đồng đội nữ. Đoàn Thái Lan môn quần vợt với 5 tấm huy chương vàng, trong khi đó, Việt Nam Cộng hòa và Malaysia đều giành được 1 huy chương vàng.

## Tóm tắt kết quả
| Nội dung     | Vàng                                                                    | Bạc                                                             | Đồng                                                             |
| ------------ | ----------------------------------------------------------------------- | --------------------------------------------------------------- | ---------------------------------------------------------------- |
| Đơn nam      | Somparan Champisri                                                      | Võ Văn Thành                                                    | P. Boratissa Võ Văn Bảy                                          |
| Đơn nữ       | Suthasinee Sirikaya                                                     | Nguyễn Thị Thịnh                                                | Radhika Menoon Lim Kheow Suan                                    |
| Đôi nam      | Võ Văn Bảy Lý Alline An                                                 | Somparan Champisri Pichit Boratisa                              | Zainuddin Meah Mohd. Akbar Baba                                  |
| Đôi nữ       | Radhika Menoon Lim Kheow Suan                                           | Sida Schmidt Chalatip Phintanon                                 | Suthasinee Sirikaya Rachaniwan Homsukon Anna Tie Zaiton Sulaiman |
| Đôi nam nữ   | P. Boritasa Sida Schmidt                                                | N. Kanokmaniawan Suthasinee Srikaya                             | Tay Dun Ban Nguyễn Thị Thịnh Zainudin Meah Lim Kheow Suan        |
| Đồng đội nam | Somparn Champsiri Netr Kanokmaniawan Pichit Boratisa T. Sunandecha      | Sovkanh Syvoravong Van Chanthara P. Souvtthaniasay B. Philavong | Shahrin Osman Daniel Lim Amir Leow Albert Tan Cộng hòa Khmer     |
| Đồng đội nữ  | Suthasinee Sirikaya Rachaniwan Homsukon Sida Shmidht Chalatip Phintanon | Radhika Menoon Lim Kheow Suan Anna Tie Zaiton Wan Sulaiman      | Lim Philan Vivian Gwee Margaret Loh Ong Siong Ngoo               |

## Bảng huy chương
| Hạng               | Đoàn               | Vàng | Bạc | Đồng | Tổng số |
| ------------------ | ------------------ | ---- | --- | ---- | ------- |
| 1                  | Thái Lan (THA)     | 5    | 3   | 2    | 10      |
| 2                  | Việt Nam (VNM)     | 1    | 2   | 2    | 5       |
| 3                  | Malaysia (MAS)     | 1    | 1   | 6    | 8       |
| 4                  | Lào (LAO)          | 0    | 1   | 0    | 1       |
| 5                  | Singapore (SIN)    | 0    | 0   | 2    | 2       |
| 6                  | Campuchia (KHM)    | 0    | 0   | 1    | 1       |
| Tổng số (6 đơn vị) | Tổng số (6 đơn vị) | 7    | 7   | 13   | 27      |